# Бєліков Олексій Олександрович
Олексій Олександрович Бєліков (1987—2023) — молодший сержант Збройних сил України, учасник російсько-української війни. Повний кавалер ордена «За мужність». Герой України (2025, посмертно).

## Життєпис
Народився 12 грудня 1987 року в селі Білозерне Кіровоградської області. Проживав у місті Кривий Ріг, працював на підприємстві «АрселорМіттал Кривий Ріг».
В 2014 році воював у складі 40-го мотопіхотного батальйону «Кривбас». Пройшов Іловайський і Дебальцівський котли. 
З початком повномасштабного вторгнення проходив службу у складі 54-ї окремої механізованої бригади, отримав поранення. Згодом повернувся в стрій, був командиром розвідувального відділення.
Під час бойових дій на території Бахмутського району отримав поранення. 
Помер 15 червня 2023 року в Київському військовому госпіталі.

## Нагороди
- звання Герой України з удостоєнням ордена Золота Зірка (21 лютого 2025, посмертно) — за особисту мужність і героїзм, виявлені у захисті державного суверенітету та територіальної цілісності України, самовіддане служіння Українському народові[1].
- орден «За мужність» I ступеня (29 вересня 2023, посмертно) — за особисту мужність, виявлену у захисті державного суверенітету та територіальної цілісності України, самовіддане виконання військового обов'язку[2].
- орден «За мужність» II ступеня (18 липня 2023, посмертно) — за особисту мужність, виявлену у захисті державного суверенітету та територіальної цілісності України, самовіддане виконання військового обов'язку[3].
- орден «За мужність» III ступеня (25 грудня 2015) — за особисту мужність і самовідданість, виявлені у захисті державного суверенітету та територіальної цілісності України, високий професіоналізм, вірність військовій присязі[4].